# 奔巴
奔巴是剛果民主共和國的城鎮，位於該國中部剛果河右岸，分別距離利薩拉和基桑加尼100和400公里，海拔高度383米，鎮上有機場設施，2012年人口估計為107, 307。
02°11′04″N 22°28′13″E / 2.18444°N 22.47028°E

## 外部連結
- MSN Map[永久]